# Tarhuntassa

Anatolië in de tijd van de Hettieten

Tarhuntašša was een Hettitische stad, die de hoofdstad was van een gelijknamig vorstendom. De stad lag in het zuiden van het rijk in de richting van de kust van de Middellandse Zee, maar de exacte locatie van de stad is onbekend.

## Ligging van het vorstendom
Een van de Hettitische bronnen beschrijft wel de grenzen van het vorstendom als tussen de rivier de Kastaraya (later de Kestros en nu de Aksu Çayı) in het westen en de streek van het latere Woest Cilicië (Cilicia Tracheia het westelijke Taurusgebergte) in het oosten. Het grensde in het westen aan Lukka (Lycië). Het besloeg daarmee een groter gebied dan het latere Pamfylië met aangrenzende delen van Pisidië en Cilicië. De bronnen vermelden een aantal steden waaronder Parha (Perge) dat net ten westen van de Kestros lag. Verder worden genoemd Sallusa, Sanhata en Surimma, waarvan de ligging nog onbekend is. In het oosten grensde Tarhuntašša aan Kizzuwatna (in het latere Cilicia Campestris) dat sinds Tudhaliya II een Hettitische provincie geworden was. Voordien was het Hurritisch en hoorde het bij Mitanni. Na de val van het Hettitische rijk lagen er twee Neo-Hettitische rijkjes in de beide delen van Cilicia. Hilakku in het bergachtige Tracheia en Que in het vruchtbaardere Campestris. In het noorden was de grens het Hulaya-rivierland en de berg Huwatnuwanda wordt als afpaling genoemd. Dit kan geïdentificeerd worden met de Çarşamba suyu en de berg Sultan Dağ even ten zuidoosten van Konya.

## Geschiedenis

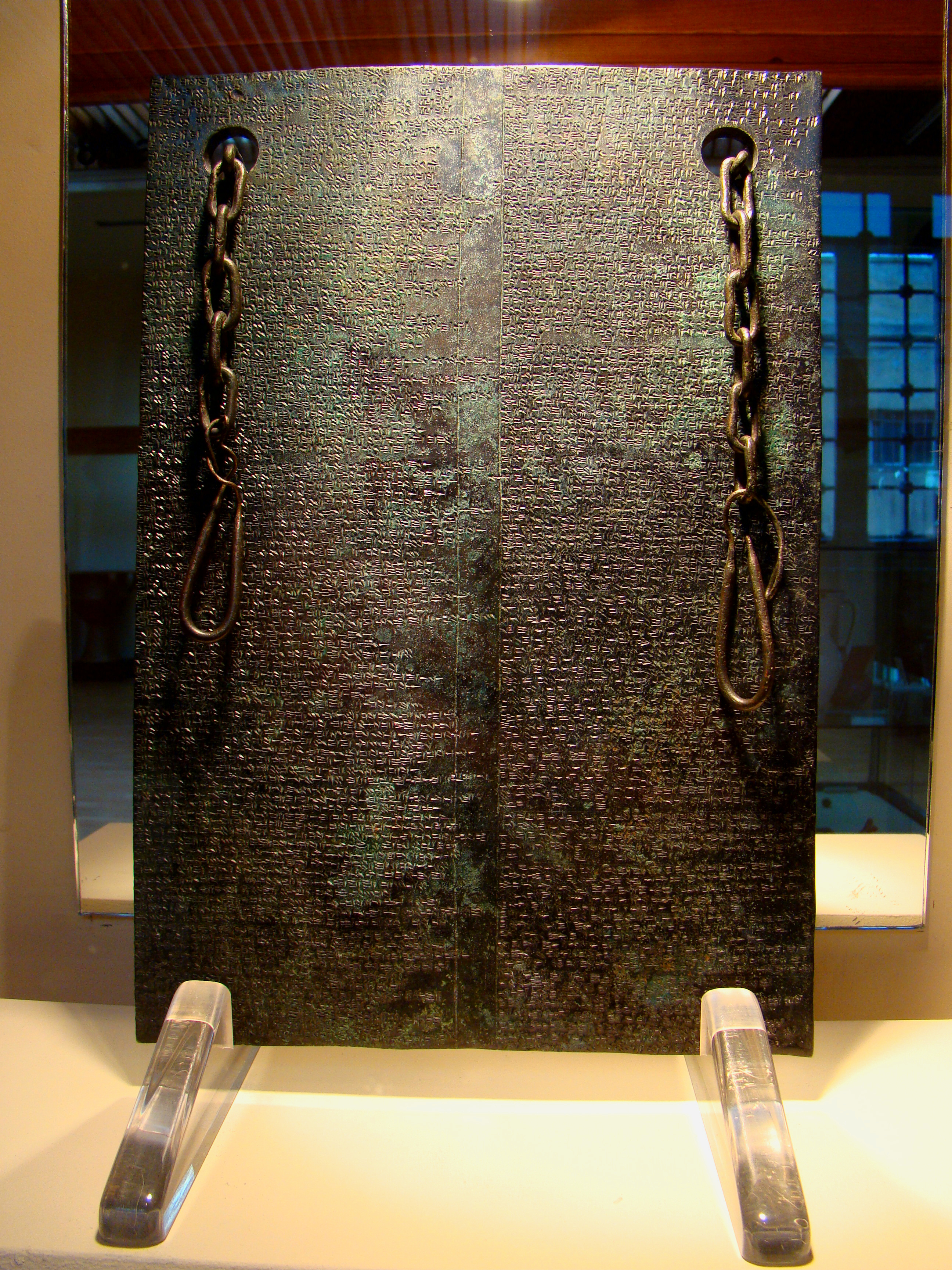
Het bronzen tablet met een verdrag tussen Tudhaliya IV Kurunta van Taruntašša

Tarhuntašša was gewijd aan de Stormgod van de Bliksem (Tarhunta), die ook de persoonlijke god van koning Muwatalli II was. Na de aanval en de plundering van de hoofdstad Hattuša door de Kaskiërs verplaatste Muwatalli de hoofdstad hierheen en liet het herstel van het Hettitische gezag in Hattuša en omstreken aan zijn broer Hattušili over. Muwatalli II werd opgevolgd door zijn zoon Urhi-Tešub als Mursili III, maar deze werd spoedig door zijn oom Hattušili van de troon gestoten. Hattušili besteeg als Hattušili III de troon en verplaatste de hoofdstad terug naar Hattuša. Hij nam ook een jongere (half?)-broer van Urhi-Tešub, Kurunta mee, adopteerde hem en voedde hem samen met zijn eigen zoon Tudhaliya op, de latere Tudhaliya IV.
Tudhaliya IV kon het aanvankelijk goed vinden met zijn neef Kurunta en bevestigde hem op de troon van het vorstendom van Taruntašša, dat daarmee sterk in aanzien won. Tudhaliya nam daarmee een groot risico, omdat zijn neef Kurunta eigenlijk betere aanspraken op het koningschap dan hij. Er is een vrij uitvoerig verdrag bekend tussen de twee waarin Tudhaliya veel concessies doet aan zijn neef en de betrekkingen bleven goed genoeg dat Kurunta mede in naam van zijn neef diplomatie bedreef met de koning van Ahhiyawa. Tarhuntašša was zeker een belangrijk vorstendom voor de koning in Hattuša, omdat het de zuidkust beheerste en daarmee de aanvoer van graan kon afsnijden.
Er zijn aanwijzingen dat Kurunta geprobeerd heeft zichzelf te verheffen tot de ware grootkoning der Hettieten, mogelijk met Tarhuntašša als hoofdstad, hetzij tijdens het bewind van Tudhaliya IV, hetzij toen deze opgevolgd werd door zijn zoon Arnuwanda III, maar de ware toedracht is niet erg duidelijk. Arnuwanda III regeerde maar kort en werd opgevolgd door wat de laatste koning van Hattuša zou blijken te zijn, Suppiluliuma II. Van hem is bekend dat hij een overwinning over Tarhuntašša behaalde. Suppiluliuma gaf de stad Tarhuntašša samen met twee andere steden 'aan de goden'. Daarmee sprak hij eigenlijk een banvloek uit, omdat mensen daarmee geen toegang meer hadden tot de stad
Aan het einde van het Hettitische Rijk was het rijk hiermee uiteengevallen in drie delen Hatti, Tarhuntašša en Karkamiš. Dit blijkt ook uit teksten van Ugarit. 
Deze verdeeldheid heeft waarschijnlijk een rol gespeeld in de ondergang van het rijk in de roerige tijd van de brandcatastrofe. Hatti zelf kwam ca. 1180 v.Chr. daarin ten val, maar wat er precies met Tarhuntassa gebeurd is, is niet helemaal duidelijk. Op de Kızıldağ is een in de rotsen uitgehouwen 'troon' die de bedding van het Hotamişmeer overschouwt, met bijbehorende inscriptie van een 'grootkoning' die zich Hartapu de zoon van Mursili noemt. Mogelijk was hij de zoon van Urhi-Tešub en opvolger van Kurunta op de troon van Tarhuntašša. Mogelijk was hij nog een tijdgenoot van Suppiluliumas II maar er is ook wel geopperd (door David Hawkins) dat hij ná de val van het Hettitische Rijk regeerde. In dat geval zou dit enige geschreven bronnen zijn in de 'donkere tijd' van ca. twee eeuwen (12e-10e eeuw v.Chr.) waarin Anatolië terugviel in de prehistorie en geschreven bronnen ontbreken. Archeologische vondsten laten overigens zien dat er wel coninuïteit van bewoning was op verschillende plekken. De term 'donkere tijd' wordt dan ook niet door iedereen geaccepteerd.
In de eeuwen erna zijn de Grieken begonnen het gebied te koloniseren, maar het duurt vrij lang voor er weer iets bekend is over het gebied. Er ontstaan een aantal Neo-Hettitsche vorstendommen, waarvan Hilakku het woeste, bergachtige deel van Cilicië beslaat. Later zal het als Isaurië bekendstaan. Ten westen ervan lag Tabal.